# 梅特尼茨
梅特尼茨是奥地利克恩顿州格兰河畔圣法伊特县的一个市镇。总面积223.14平方公里，总人口2358人，人口密度10.6人/平方公里（2005年）。